# Liga Campionilor la futsal UEFA
Liga Campionilor la futsal UEFA este prima competiție continentală de futsal pentru echipele de club organizată de federația europeană.Se desfășurează din sezonul sportiv 2001-2002 când a luat locul competiției European Champions Tournament, ce a existat din 1985 până în 2001.

## Finale
| Sezon   | Campioana                | Scor            | Locul 2                  | Locul 3                                  | Locul 3                                  | Locul 3                                  |
| ------- | ------------------------ | --------------- | ------------------------ | ---------------------------------------- | ---------------------------------------- | ---------------------------------------- |
| 2001–02 | Playas de Castellón      | 5–1             | Action 21 Charleroi      | MNK Split, Sporting CP                   | MNK Split, Sporting CP                   | MNK Split, Sporting CP                   |
| 2002–03 | Playas de Castellón      | 7–5 (1–1, 6–4)  | Action 21 Charleroi      | Furpile Prato, Inter FS                  | Furpile Prato, Inter FS                  | Furpile Prato, Inter FS                  |
| 2003–04 | Inter FS                 | 7–5 (4–1, 3–4)  | Benfica                  | Action 21 Charleroi, Playas de Castellón | Action 21 Charleroi, Playas de Castellón | Action 21 Charleroi, Playas de Castellón |
| 2004–05 | Action 21 Charleroi      | 10–9 (4–3, 6–6) | Dinamo Moskva            | ElPozo Murcia, Inter FS                  | ElPozo Murcia, Inter FS                  | ElPozo Murcia, Inter FS                  |
| 2005–06 | Inter FS                 | 9–7 (6–3, 3–4)  | Dinamo Moskva            | Kairat Almaty, Shakhtar Donetsk          | Kairat Almaty, Shakhtar Donetsk          | Kairat Almaty, Shakhtar Donetsk          |
| Sezon   | Campioana                | Scor            | Locul 2                  | Locul 3                                  | Scor                                     | Locul 4                                  |
| 2006–07 | Dinamo Moskva            | 2–1             | Inter FS                 | ElPozo Murcia                            | 1–1 (4–3 p.)                             | Action 21 Charleroi                      |
| 2007–08 | Viz-Sinara Yekaterinburg | 4–4 (3–2 p.)    | ElPozo Murcia            | Dinamo Moskva                            | 5–0                                      | Kairat Almaty                            |
| 2008–09 | Inter FS                 | 5–1             | Viz-Sinara Yekaterinburg | Kairat Almaty                            | 1–0                                      | Dinamo Moskva                            |
| 2009–10 | Benfica                  | 3–2 (d.p.)      | Inter FS                 | Araz Naxçivan                            | 2–2 (5–4 p.)                             | Luparense                                |
| 2010–11 | Montesilvano             | 5–2             | Sporting CP              | Kairat Almaty                            | 3–3 (5–3 p.)                             | Benfica                                  |
| 2011–12 | Barcelona                | 3–1             | Dinamo Moskva            | Marca Futsal                             | 3–3 (4–3 p.)                             | Sporting CP                              |
| 2012–13 | Kairat Almaty            | 4–3             | Dinamo Moskva            | Barcelona                                | 4–1                                      | Iberia Star Tbilisi                      |
| 2013–14 | Barcelona                | 5–2 (d.p.)      | Dinamo Moskva            | Araz Naxçivan                            | 6–4                                      | Kairat Almaty                            |
| 2014–15 | Kairat Almaty            | 3–2             | Barcelona                | Sporting CP                              | 8–3                                      | Dina Moskva                              |
| 2015–16 | Gazprom-Ugra Yugorsk     | 4–3             | Inter FS                 | Benfica                                  | 2–2 (2–0 p.)                             | ASD Pescara                              |
| 2016–17 | Inter FS                 | 7–0             | Sporting CP              | Kairat Almaty                            | 5–5 (3–2 p.)                             | Gazprom-Ugra Yugorsk                     |
| 2017–18 | Inter FS                 | 5–2             | Sporting CP              | Barcelona                                | 7–1                                      | Győri ETO                                |
| 2018–19 | Sporting CP              | 2–1             | Kairat Almaty            | Barcelona                                | 3–1                                      | Inter FS                                 |
| 2019–20 | Barcelona                | 2–1             | ElPozo Murcia            | MFK KPRF                                 | 2-2 (3–1)                                | MFK Tyumen                               |
| 2020–21 | Sporting CP              | 4–3             | Barcelona                |                                          |                                          |                                          |
| 2021–22 | Barcelona                | 4–0             | Sporting CP              | Benfica                                  | 5-2                                      | ACCS Paris 92                            |
| 2022–23 | Palma Futsal             | 1–1 (5-3)       | Sporting CP              | Benfica                                  | 4-3                                      | RSC Anderlecht                           |
| 2023–24 | Palma Futsal             | 5–1             | Barcelona                | Benfica                                  | 6-3                                      | Sporting CP                              |

## Titluri pe club
| Club                     | Campioanǎ | Locul 2 | Ani pe locul 1               | Ani pe locul 2               |
| ------------------------ | --------- | ------- | ---------------------------- | ---------------------------- |
| Inter FS                 | 5         | 3       | 2004, 2006, 2009, 2017, 2018 | 2007, 2010, 2016             |
| Barcelona                | 4         | 3       | 2012, 2014, 2020, 2022       | 2015, 2021, 2024             |
| Sporting CP              | 2         | 5       | 2019, 2021                   | 2011, 2017, 2018, 2022, 2023 |
| Kairat Almaty            | 2         | 1       | 2013, 2015                   | 2019                         |
| Playas de Castellón      | 2         | 0       | 2002, 2003                   |                              |
| Palma Futsal             | 2         | 0       | 2023, 2024                   |                              |
| Dinamo Moskva            | 1         | 5       | 2007                         | 2005, 2006, 2012, 2013, 2014 |
| Action 21 Charleroi      | 1         | 2       | 2005                         | 2002, 2003                   |
| Viz-Sinara Yekaterinburg | 1         | 1       | 2008                         | 2009                         |
| Benfica                  | 1         | 1       | 2010                         | 2004                         |
| Montesilvano             | 1         | 0       | 2011                         |                              |
| Gazprom-Ugra Yugorsk     | 1         | 0       | 2016                         |                              |
| ElPozo Murcia            | 0         | 2       |                              | 2008, 2020                   |
| Total                    | 23        | 23      |                              |                              |

## Titluri pe țǎri
| Rank | Țara       | Campioanǎ | Locul 2 | Total |
| ---- | ---------- | --------- | ------- | ----- |
| 1    | Spania     | 13        | 8       | 21    |
| 2    | Rusia      | 3         | 6       | 9     |
| 3    | Portugalia | 3         | 6       | 9     |
| 4    | Kazahstan  | 2         | 1       | 3     |
| 5    | Belgia     | 1         | 2       | 3     |
| 6    | Italia     | 1         | 0       | 1     |